# Biegun (zawiasy)

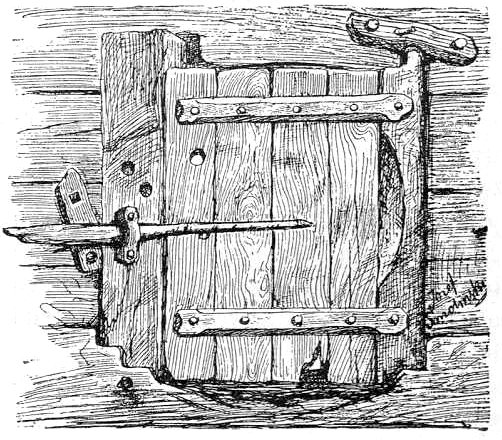
Drzwi na biegunie drewnianym

Bieguny – rodzaj zawiasów u drzwi i wrót w starych budynkach.
Były to drewniane pionowe czopy wystające z obrysu drzwi. Stanowiły one integralną część drzwi. Czopy obracały się w otworach zwanych stępkami.
Pierwotnie wszystkie drzwi i wrota we dworach i chałupach wiejskich obracały się na biegunach drewnianych. Z biegiem lat, w miarę upowszechniania się wyrobów stalowych i wzrostu zamożności właścicieli, miejsce biegunów drewnianych zajęły bieguny stalowe, a następnie zawiasy stalowe.
Drzwi domowe miały jeden biegun z dwoma czopami – górnym i dolnym. Wrota podwójne miały dwa bieguny – prawy i lewy.
W artylerii gładkolufowej XV-XIX wieku biegunami nazywano metalowe czopy po bokach lufy, luźno osadzane we wgłębieniach łoża, a służące do podnoszenia lub opuszczania lufy celem ustawienia pod właściwym kątem.